# Cartón (arte)

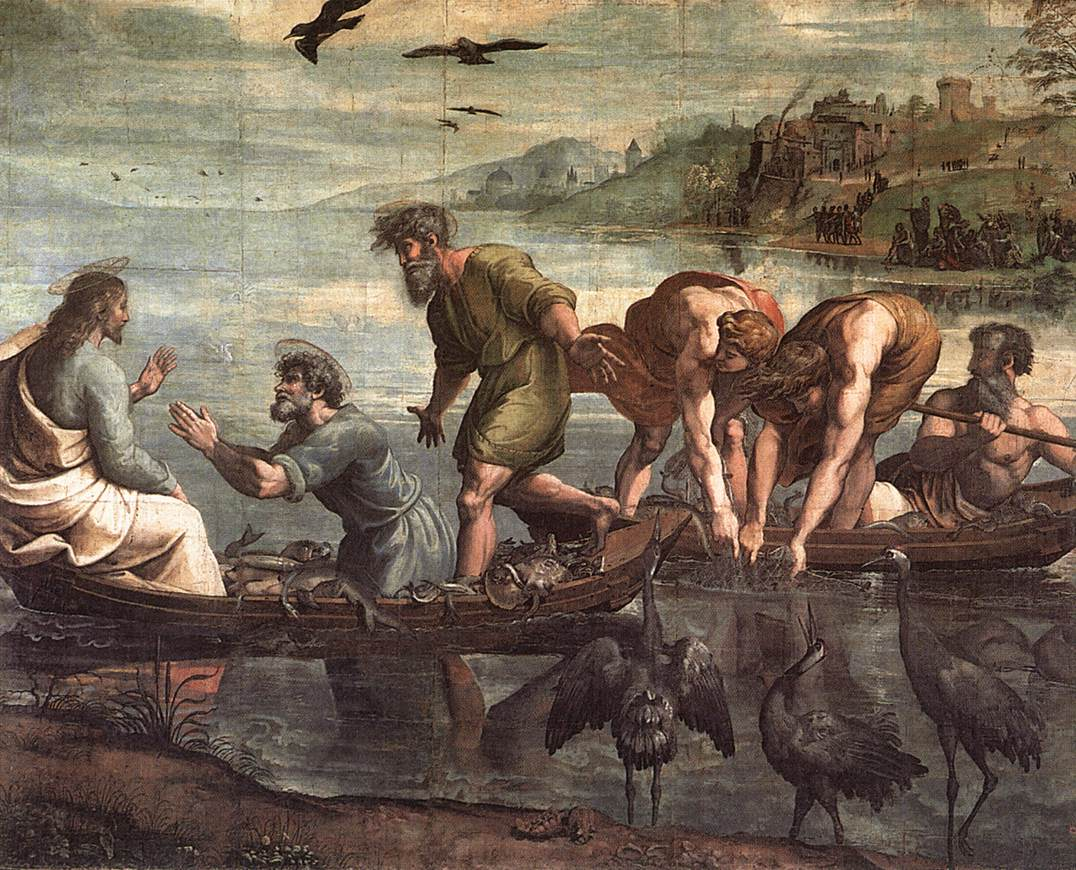
La pesca milagrosa, cartón de Rafael.

Dentro de la terminología especializada en arte, un cartón es un boceto, ya sea escalado o con dimensiones naturales, que se realiza antes de efectuar la versión definitiva de una pintura, fresco, escultura y, muy especialmente, un tapiz.
Un cartón puede tener las mismas dimensiones que la obra definitiva, aunque esta situación no ocurre en todos los casos. 
Entre los pintores más célebres que han realizado cartones se encuentran Rafael, Andrea Mantegna, Francisco de Goya y Leonardo da Vinci, de quien fue muy admirado su cartón para el cuadro La Virgen, el Niño Jesús y santa Ana.

## Cartones para frescos
Al dibujarse los bocetos para un fresco, suelen realizarse en cartón. Después han de trasladarse al yeso —el material más común en la construcción de pintura mural— o en otra superficie. Existen dos maneras de migrar el boceto al yeso:
- Frotar el dorso con tiza y trazar el dibujo en la cara anversa con punta dura.
- El método del estarcido, que consiste en perforar el dibujo y pasar carboncillo en polvo a través de los orificios resultantes.

## Cartones para lienzos
Este tipo de cartones suelen dibujarse en claroscuro. Es en este punto donde se encuentra la similitud entre los cartones para lienzos y en los realizados para esculturas.

## Cartones para esculturas
Es muy útil realizar un dibujo preparatorio de una escultura en cartón, pues al momento de tallar la roca el artista podrá marcar con gran precisión las formas antes de finalizarla.

## Cartones para tapices

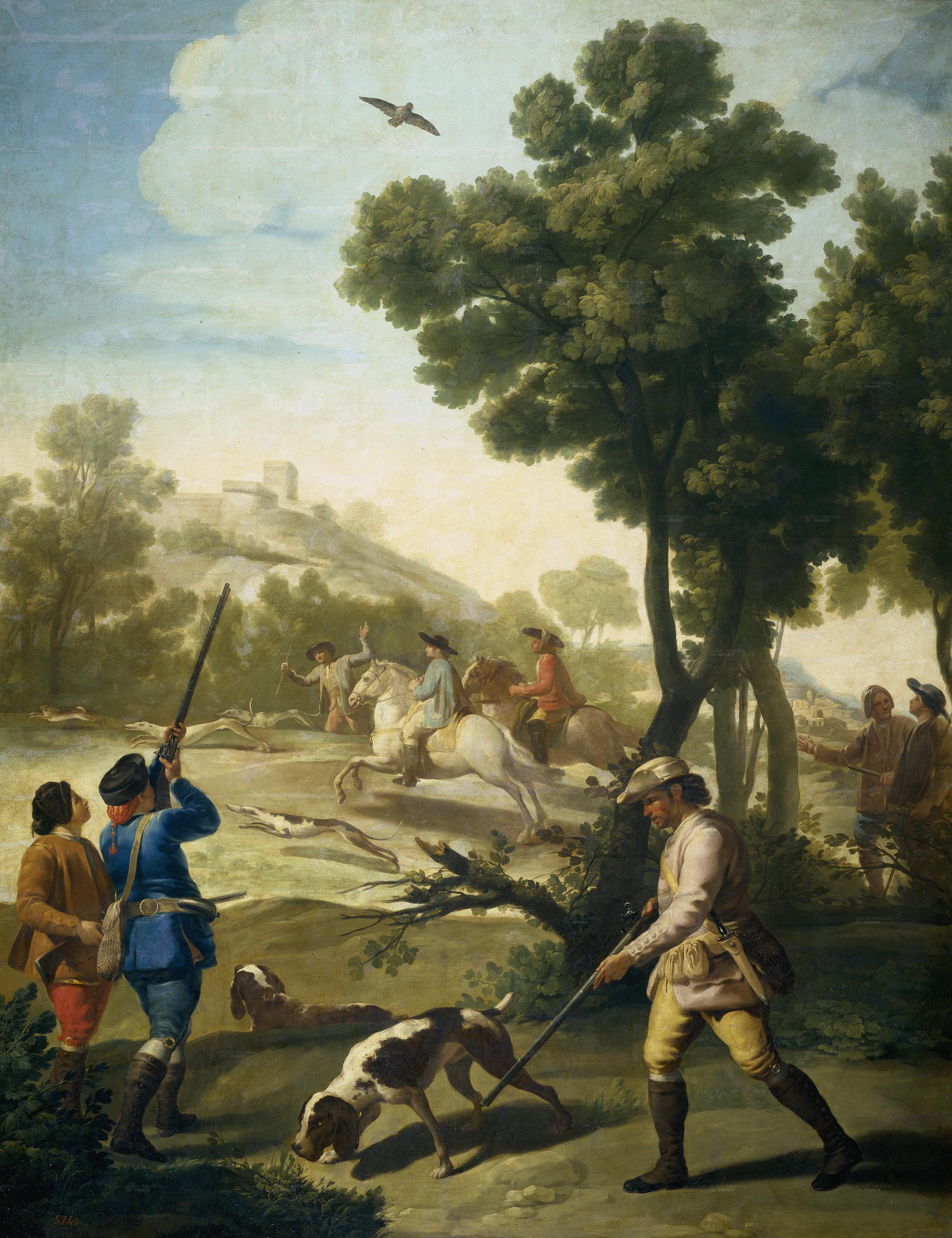
La caza de la codorniz (1775, Museo del Prado, Madrid), uno de los primeros cartones de Goya para la Real Fábrica de Santa Bárbara.

En los cartones para tapices se usa un cartón coloreado, a fin de que los tejedores puedan ejecutar con destreza el traslado en el telar. El cartón se sitúa debajo de la los hilos si se trata de un telar horizontal. En el caso de que se emplee un telar de alto lizo, se coloca el cartón detrás de quien maneje el instrumento, de modo que la imagen se vea como si estuviese reflejada en un espejo.
Es gracias a los tapices que la técnica del cartón ha obtenido fama internacional. En el siglo XVI, Rafael Sanzio pergeñó sus celebérrimos cartones, en donde ilustraba escenas bíblicas. 

### La Real Fábrica de Santa Bárbara
Fundada en el siglo XVIII, acorde con el espíritu afrancesado del rey Felipe V. Entre los pintores que trabajaron en ella se cuentan Francisco Bayeu, quien ilustró en ellos las escenas de raigambre costumbrista que tanto agradaban a Carlos III y a su hijo el príncipe Carlos. 
Bayeu introdujo en la fábrica a su cuñado, el entonces novel pintor Francisco de Goya, que venía de éxitos medianamente importantes en Zaragoza. Entre 1775 y 1792, Goya realizó más de sesenta cartones para adornar los palacios del rey, los príncipes y los infantes.